# Thalassoleon
Thalassoleon — вимерлий рід великих морських котиків. Таласолеон населяв північну частину Тихого океану в останньому міоцені та ранньому пліоцені. Викопні рештки знайдено в Каліфорнії, Мексиці та Японії.

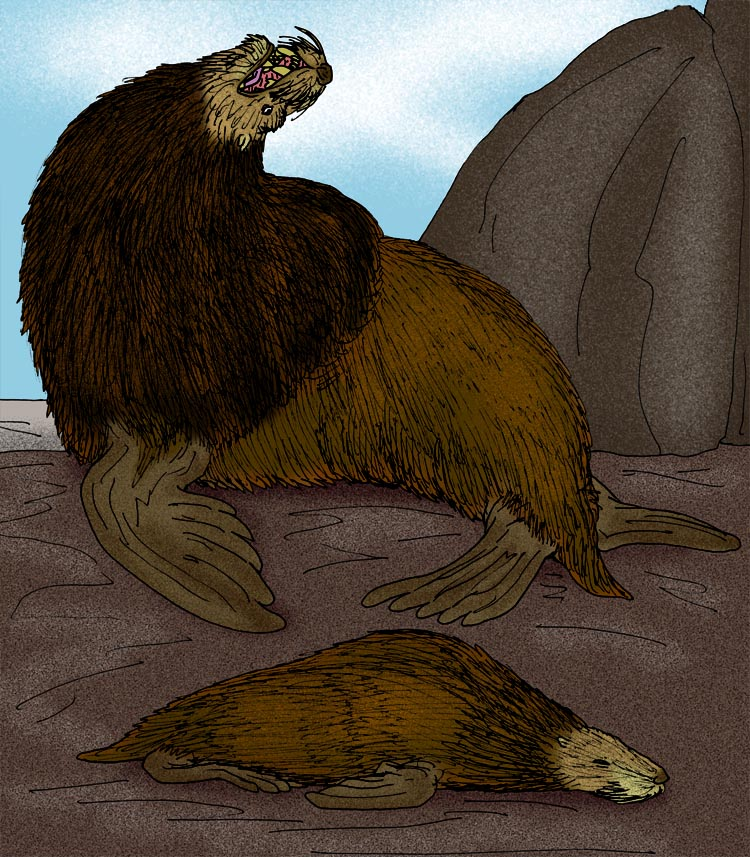
Реконструкція Thalassoleon mexicanus

T. mexicanus був порівнянний за розмірами з найбільшими морськими котиками, його вага приблизно 295–318 кг. T. macnallyae, виходячи з розміру нижньої щелепи, можливо, виріс значно більше, схожий за розміром на моржа.